# Hetalia: Axis Powers
Hetalia: Axis Powers (ヘタリア lit. Hetalia: Potencias del eje?) es una serie de manga escrita e ilustrada por Hidekaz Himaruya. La serie es una reinterpretación de acontecimientos políticos e históricos, en particular los referentes a la Segunda Guerra Mundial. Los personajes son representaciones personificadas de países, regiones tales como Hong Kong y micronaciones como Sealand. Hetalia (ヘタリア?) es una palabra formada por la combinación de Hetare (en japonés, "inútil") e Italia.
Aunque Himaruya originalmente creó Hetalia como un manga en línea, este adquirió tanto impulso que Gentosha Comics empezó a publicarlo en formato tankōbon, saliendo el primero el 28 de marzo de 2008 y el segundo el 10 de diciembre del mismo año. La serie fue posteriormente adaptada a un CD drama y un anime, creado por Studio Deen. Para su tercera temporada la serie cambió de nombre a Hetalia: World Series.
Los hechos que aparecen en esta historia hacen referencia principalmente a acontecimientos históricos ocurridos entre la Primera Guerra Mundial y la Segunda Guerra Mundial. La serie suele usar sátira y comedia para representar situaciones históricas, políticas y militares entre los países protagonistas, emulando los contactos sociales con los personajes. También se muestran acontecimientos históricos pertenecientes a otras épocas, como la guerra de sucesión austriaca, la guerra de los Cien Años, etc.

## Personajes
Hasta el momento, entre el manga y el anime, cerca de 60 países han aparecido como seres humanos.  Normalmente son referidos por el nombre de su nación. Así mismo personifican el estilo de vida del país así como ciertos estereotipos característicos tanto negativos como positivos.

### Axis Powers
Las Potencias del Eje (Axis Powers) está formado principalmente por Alemania, Italia y Japón que son, además, los protagonistas de la serie. Otros países que también pertenecieron a las Potencias del Eje (como Austria y Bulgaria) aparecen ocasionalmente.
 Italia del Norte (イタリア Itaria?)
También llamado Italia Veneciano (イタリア・ヴェネチアーノ Itaria Venechiāno?) y más comúnmente acortado a Italia (イタリア Itaria?), es el protagonista principal y quien da nombre a la serie. Entre 2007 y 2008, Himaruya proporcionó nombres humanos a algunos personajes, correspondiéndole Feliciano Vargas (フェリシアーノ・ヴァルガス Ferishiāno Varugasu?). Representa la parte norte de Italia, mientras que su hermano mayor, Italia Romano, la zona sur, compartiendo el mismo seiyū: Daisuke Namikawa.
Tiene los ojos y el cabello de color castaño, caracterizado por un rulo a la izquierda y que actúa como una zona erógena; y viste con el típico uniforme militar azul durante la Segunda Guerra Mundial, compuesto por una camisa con corbata negra y botas del mismo color.  Italia es un joven muy alegre, enérgico y extrovertido, nieto del Antiguo Imperio Romano y del que heredó su talento para el arte y su cultura. Es muy mujeriego, cariñoso y realmente despistado y, a diferencia de su abuelo, es débil y cobarde (llevando siempre una bandera blanca y huyendo cada vez que se presenta un posible peligro), que depende continuamente de la protección de Alemania. Posee un tic verbal que le hace decir continuamente “ve”, que sería una abreviación de la palabra italiana “bene” (bien en español). Su mayor pasión es la buena comida, especialmente la pasta y la pizza, e incluso llega a rechazar los platos con mal sabor por mucha hambre que tenga. Durante su infancia era confundido por una niña y trabajaba como sirviente en la casa del Sacro Imperio Romano Germánico junto a Austria y Hungría, quien pretendía formar el nuevo Imperio Romano junto a él y acaba enamorándose de Italia.
 Alemania (ドイツ Doitsu?)
Es uno de los personajes principales y recibe el nombre humano de Ludwig (ルートヴィッヒ Rūtovihhi?), siendo su seiyū Hiroki Yasumoto. Físicamente, Alemania es un hombre rubio de ojos azules, alto con un cuerpo fornido y atlético, en referencia quizá al concepto de la raza aria tan seguido durante el Tercer Reich. Viste con un uniforme verde de la Wehrmacht o de la Waffen-SS, junto a una Cruz de Hierro que usaba su hermano mayor Prusia y que luego heredó Alemania. Es muy trabajador y extremadamente fiel a las reglas, teniendo dificultades para relajarse. No tolera ningún tipo de error, tanto por parte suya como por la de los demás. Tiene que lidiar continuamente con los problemas que se mete Italia y con su “jefe loco”, haciendo una alusión a Hitler.  Tiene una personalidad muy sincera y no tiene experiencia en relaciones sociales, pero a pesar de esto, al transcurso de la serie forma una relación cercana con Italia, que lo describe como "su único amigo", ya que dice que no sabe muy bien cuáles son las intenciones de Japón.  Entre sus pasatiempos se incluyen la repostería, la lectura y pasear a sus perros. Además, Italia revela que Alemania es un sádico y fan del BDSM.
 Japón (日本 Nihon?)
Se le asignó el nombre humano de Kiku Honda (本田 菊 Honda Kiku?) y su seiyuu es Hiroki Takahashi. Es representado como un hombre bajo y delgado, de cabello liso y negro y ojos marrones.  Suele vestir con el uniforme blanco de un oficial naval japonés. Aunque no lo parece, es bastante viejo y sufre en ocasiones dolencias por la edad, como subidas de tensión y dolores lumbares. Es un hombre muy tímido, tranquilo y trabajador. Tiende a actuar como un anciano y estuvo mucho tiempo aislado internacionalmente hasta que los Países Bajos entabló contacto con él, por lo que es un gran desconocedor de la cultura occidental. Debido a su actitud retraída mantiene pocas relaciones con los demás, aunque se muestra muy interesado en aprender sobre el resto de países. Aunque le aterra la idea de desnudez o del contacto físico con cualquier otra persona, le gusta dibujar grabados eróticos que suele esconder entre los libros.  China proclamaba ser su hermano mayor, lo cual Japón niega. Tiene una gran inteligencia, aunque no es tan bueno con las mujeres, y a veces se siente solo porque casi nadie sabe de su cultura. En muchos episodios se le ve vestido de ama de casa, le gusta la cocina y limpiar, el plato que más cocina es el salmón, que también es su comida favorita.

### Fuerzas Aliadas
Las Fuerzas Aliadas están formadas, principalmente, por los personajes de Estados Unidos, Inglaterra, China, Francia y Rusia. También se representa a los países que formaron parte de los Aliados de la Segunda Guerra Mundial, tales como Canadá, haciendo apariciones adicionales.
 Estados Unidos (アメリカ Amerika?)
Es hermano gemelo de Canadá con quien comparte su seiyū, Katsuyuki Konishi. Su nombre humano es Alfred F. Jones. Representa unos 19 años y mide 1.79 cm. Tiene un rizo que sobresale de su cabeza, y también unos lentes. Está totalmente obsesionado con ser el héroe. Es muy alegre y enérgico, y posee una fuerza descomunal de la que parece no darse cuenta. Tiene ideas muy absurdas y siempre se auto-convence de que tiene la razón y que lo que él hace está bien. Casi nunca se da cuenta de la realidad o gravedad de las situaciones y da problemas a los demás.
Cuando fue pequeño Inglaterra y Francia se pelearon por ser el onii-sama (hermano mayor) de América, quien al final termina escogiendo a Inglaterra. Más adelante se independiza de él. Discute frecuentemente con Inglaterra debido a que este sigue tratándolo como un niño, aunque se preocupa constantemente por esconderle cuánto sigue afectándole el pasado. Estados Unidos heredó de Inglaterra su mal gusto en la comida. Sus problemas económicos afectan a los otros países. Uno de sus hobbies es hacer  películas, además de comer hamburguesas. Se hace amigo de un alien, que su jefe de Estado quiere ocultar, llamado Tony. Se ve que pesa mucho, debido a que solo come hamburguesas, helado y coca-cola.
 Inglaterra (イギリス Igirisu?)
Su seiyū es Noriaki Sugiyama. Su nombre humano es Arthur Kirkland. Mide 1.75 cm y, se ve aproximadamente de unos 23 años. Es un personaje tsundere.Sarcástico y despistado. Personifica a Inglaterra y al Reino Unido de Gran Bretaña e Irlanda del Norte. Sus hermanos,  Escocia (スコットランド Skottorando?), Gales (ウェールズ U~ēruzu?) e Irlanda del Norte (北アイルランド Kitaairurando?), también forman parte del Reino Unido, no se llevan muy bien con Inglaterra.  Solía ser un pirata y es muy malo cocinando. Tiene el poder de ver criaturas fantásticas, como hadas o unicornios (igual que Noruega e Islandia). Es un ferviente creyente de los fantasmas y todo lo sobrenatural, suele maldecir a quien no le cae bien. Tiene una relación difícil con América debido al dolor que sigue ocasionándole pensar en su independencia y consecuente separación como "hermanos".
Se emborracha con facilidad, le encanta leer y la música punk, también en las reuniones suele tomar té, por costumbre. En el pasado se ve que era un pirata y traqueaba en los puertos de España, pero en cuanto conoció a América, dejó inmediatamente todo el tema relacionado con la piratería. Suele pelear a menudo con Francia, ya que este ha sido su rival constantemente en la guerra, mientras que posee un miedo fatal a Rusia.
 Francia (フランス Furansu?)
Su seiyū es Masaya Onosaka.
Su nombre humano es Francis Bonnefoy, mide 1.75 cm y tiene 26 años.
De cabello rubio, largo y ondulado, posee algo de barba en su barbilla y sus ojos son azules. Le gusta fanfarronear de lo guapo que es, y tiene fama de pervertido. Francia es un cocinero gourmet por excelencia. A veces se lo ve con una rosa roja o una hoja en la entrepierna, y solía ser una nación grande pero después de la muerte de Napoleón ya no es bueno en las guerras. Usa su vino para atraer a los turistas. Pelea con Inglaterra por las cosas más triviales y en muchas ocasiones, él mismo provoca las peleas sólo para molestarlo.
Su miedo fatal es Suiza, pues siempre le está apuntado con una pistola, cuando hace cosas inapropiadas, también le teme a Alemania y odia la comida de Inglaterra. Suele comportarse con los demás países inapropiadamente. Debido a su actitud obsesiva y posesiva, al igual que su gusto por el arte, le ha robado varias obras y pinturas importantes a Italia (como la Mona Lisa, haciendo alusión al museo de Louvre), y cada vez que este le pregunta para que se las devuelva lo golpea o lo reta a combates de esgrima.
 Rusia (ロシア Roshia?)
Su seiyū es Yasuhiro Takato.
Su nombre humano es Iván Braginski, mide 1.85 y su edad es desconocida, aunque aparenta alrededor de 26 años.
Su carácter es extraño, producto de su tormentosa infancia. Infunde miedo a los demás, porque puede llegar a ser muy cruel y sádico, pero al mismo tiempo muy inocente. Cuando se enoja empieza a recitar "kolkolkolkol". Adora el Vodka, los girasoles, y los lugares cálidos, ya que siempre ha sufrido por culpa del invierno ruso, o como el le llama "General Invierno". Le gustaría que todos se unieran a él. Sus hermanas son Bielorrusia (ésta es su miedo fatal, es el único país que hace que Rusia se deprima) y Ucrania, por las que tiene una gran debilidad. El único país al que le tiene miedo es Bielorrusia, ya que su profundo deseo es casarse con Rusia. Igualmente, parece tener una obsesión con China, quien le tiene miedo.
En un strip del manga se ve a China abrazando un panda mientras comenta que varios países lo están molestando. Cuando China comenta que sospecha que Rusia lo va a apuñalar por atrás el panda se saca la cabeza, revelando que era Rusia disfrazado mientras le dice "¿Cómo lo supiste?". En el capítulo en el que dicen que un miembro del G8 falta, Rusia comenta dos veces que a lo mejor es China. El país que faltaba resultó ser Canadá.
 China (中国 Chūgoku?)
Su seiyū es Yuki Kaida.
Su nombre humano es Wang Yao y aparenta 21 años.
Termina sus frases con el sufigo "Aru" y mide 1.69 cm.
Una de las naciones más antiguas. Tiene 4.000 años, aunque parece muy joven. Es muy directo, no le gustan las cosas rebuscadas. Tiene villas en todo el mundo (con lo cual es dueño de una gran fortuna). Quiso actuar como un hermano mayor para Japón y Corea, pero fracasó. Además Japón terminó por atacarlo, y Corea no deja de acosarlo. Está enojado con Inglaterra por el asunto del Opio.
Ama a Shinatty-chan (una parodia de Hello Kitty, probablemente haciendo referencia a las múltiples copias chinas) y se hace amigo de un hombre gordo vestido con un traje del mismo. Le posee un miedo fatal a Rusia (se pone en shock cuando se acerca a él), a pesar de esto siempre termina contándole sus problemas.
 Canadá (カナダ Kanada?)
Su seiyu es Katsuyuki Konishi.
Su nombre humano es Matthew Williams, su estatura y edad son desconocidas, pero aparenta medir 1.76 cm y tener 19 años.
Un joven de trato fácil, bondadoso y amable. El oso polar Kumajirou (literalmente, "oso blanco") siempre está con él, sin embargo, debido a que nadie le nota, este suele preguntarle a su amo quién es. Es hermano gemelo de América, pero odia ser confundido con él, así que trata de mostrar el recurso de Canadá de diversas formas, pero cuando se ve obligado a luchar contra él es bastante vicioso. Si bien no se muestra en Hetalia, ha demostrado ser un combatiente feroz.
Vive bajo el maltrato de Cuba, quien lo confunde con América. Pero terminan haciéndose grandes amigos, una vez que Cuba le pide disculpas por la confusión. Sin embargo, aún hay momentos en que lo sigue confundiendo. Su tic es decir "maple" ("arce").

## Adaptaciones

### Manga
El webcomic original Hetalia: Axis Powers fue adaptado en seis tankōbon y publicado por Gentōsha Comics en la revista Birz Extra. El primer volumen fue lanzado el 28 de marzo de 2008, el segundo el 10 de diciembre de 2008, el tercero el 20 de mayo de 2010, el cuarto el 30 de junio de 2011, y el quinto el 31 de julio de 2012. El séptimo volumen en salir, fue remplazado por el primer volumen de Hetalia: World Stars. Cada tankōbon excepto el primero, fueron lanzados con una edición standart y una edición especial que incluía un folleto extra. Los primeros dos volúmenes vendieron a partir de un millón de copias a finales del 2009.